# ラドベルゲン
ラドベルゲン、ラートベルゲン (ドイツ語: Ladbergen)は、ドイツ連邦共和国ノルトライン＝ヴェストファーレン州ミュンスター行政管区のシュタインフルト郡に属す町村（以下、本項では便宜上「町」と記述する）である。この町は、人口7,000人に満たない、郡内で最も人口の少ない自治体である。

## 地理
ラドベルゲンは、2つの大きな街ミュンスターとオスナブリュックの中間、テックレンブルガー・ラントに位置しており、どちらの街とも約 25　km の距離にある。町内をアウトバーン A1号線（ラドベルゲン・インターチェンジがある）と、連邦道 B475号線が通っている。西の町境付近をドルトムント＝エムス運河が通っており、ラドベルゲン運河港がある。町境のすぐ外側に接してミュンスター/オスナブリュック空港 (FMO) がある。地名の一部 "-bergen"（「山」を意味する）から想像されるのとは異なり、目立った隆起はなく、平均高度は海抜 50 m 程度の比較的平板な土地である。ラドベルゲンをラドベルゲナー・アー川が流れている。この川はラドベルガー・ミューレンバッハ川（グラーネ川）に注ぐ。

### 隣接する市町村
この町は全部で6つの市町村と境を接している。テックレンブルガー・ラントに属すのが、テックレンブルク、レンゲリヒ、リーネン、ミュンスターラントに属す市町村はザーベック、グレーヴェン（以上いずれもシュタインフルト郡）、オストベーヴェルン（ヴァーレンドルフ郡）である。

## 歴史
ラドベルゲンは、950年にフレッケンホルスト修道院の文書に初めて記録されている。しかし古い墳墓の発掘調査によって、ラドベルゲンの町域ではすでに青銅器時代には定住がなされていたと考えられている。
この町は、1149年に独立したキルヒシュピール（当時の行政区分の一つ）となった。キルヒシュピールは、初めはミュンスター司教区、後にオスナブリュック司教区に属した。政治上は、このキルヒシュピールはテックレンブルク伯領の一部であった。
1246年にラドベルゲンで、ミュンスター、オスナブリュック、ミンデン、コースフェルト、ヘルフォルトの各市の代表者によってラドベルゲナー都市同盟が結ばれた。これは、その他の都市同盟やヴェストファーレンにおけるハンザ同盟の先駆けとなった。
1400年頃、町の西部がミュンスター司教区に移管された。1533年頃テックレンブルク伯コンラートにより宗教改革が行われた。その結果、ラドベルゲンの住民は、第二次世界大戦後まで事実上ほぼ完全に福音主義を信仰した。
ミュンスターとオスナブリュックとの間に位置する地理条件のため、1648年のヴェストファーレン条約締結の際ラドベルゲンは、交渉者の宿駅になるなど、一定の役割を果たした。
1707年、ラドベルゲンは他のテックレンブルク伯領全域とともにプロイセン王国領となり、1816年からミュンスターラント郡に、後にテックレンブルク郡に属した。この町は1855年にブロホターベックとともに行政連合を形成し、政治的独立性を失うこととなった。
第二次世界大戦でこの町は、特に激しい爆撃を受けた。1平方メートルあたりの被弾数は当時のドイツ国内で最多であった。目標は、ミューレンバッハ川が合流する付近でドルトムント＝エムス運河を決壊させることであった。この作戦は成功せずラドベルゲンは洪水から救われたが、空爆によりラドベルゲン住民の命が奪われた。
1949年10月1日付けをもって、ラドベルゲンは再び独立した。すなわち1907年から属していたテックレンブルク行政連合から脱退し、独自の行政体を有する自治体を形成した。
ラドベルゲンは、1975年1月1日にザーベックとグレーヴェンの一部を併せて拡大し、廃止されたテックレンブルク郡から新たに創設されたシュタインフルト郡に移管された。

### 特殊性
地理的特性（農業利用には向かない痩せた土地）やテックレンブルガー・ラントの福音主義の町という歴史的発展の特殊性（ミュンスターラントに属す3つの隣町オストベーフェルン、グレーフェン、ザーベックの住民は元々ほぼ例外なくカトリック信者であり、別の3つの隣町テックレンブルク、レンゲリヒ、リーネンはテックレンブルク伯領に属していたためほぼ完全に福音主義信者であった）は、ラドベルゲンにいくつかの特殊性を与えた。
- ラドベルゲンは19世紀にドイツ最大の流出移住率を示した。住民の約 37 % が19世紀にこの町から移住していった。
- 元々多くのラドベルゲンの家族が名乗っていた名前には、ラドベルゲンにだけ存在した（あるいは今も存在する）名前がある。たとえば、ラーマイアー、ヴィートヘルター、ショッペンホルスト、ヴィベラーなどである。
- ラドベルゲンでは1930年代になるまで、もっぱら「ラドベルゲン方言」が話されていた。これは低地ドイツ方言の変種である。現在、住民の多くがこの方言を理解することはできるが、話すのは主に老人達だけである。
- 連邦共和国建国後、さらには1949年の自治体成立後、ラドベルゲンは、ミュンスターラントおよびドイツ全土におけるリベラリズムの「牙城」となっている。

## 住民

### 宗教

#### 福音主義教会

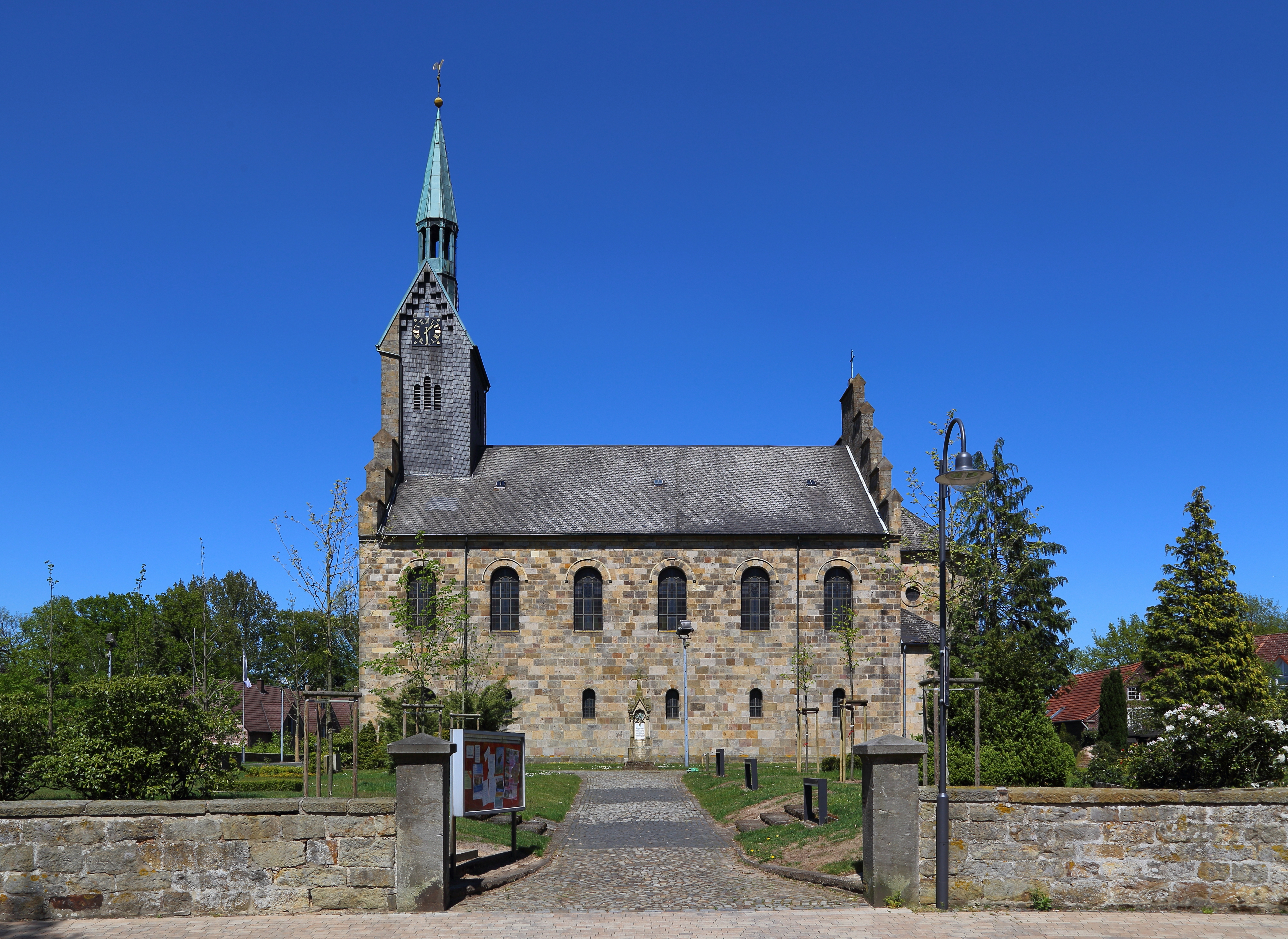
ラドベルゲン福音主義教会

福音主義教会の教会堂は19世紀半ばに建設された。この教会堂は町の中央のマルクト広場沿いにある。ラドベルゲンの福音主義教会内の洗礼盤は大きな貝殻から作られており、宣教師ハインリヒ・ズンダーマンによってラドベルゲンの教会に寄贈されたものである。

#### カトリック教会

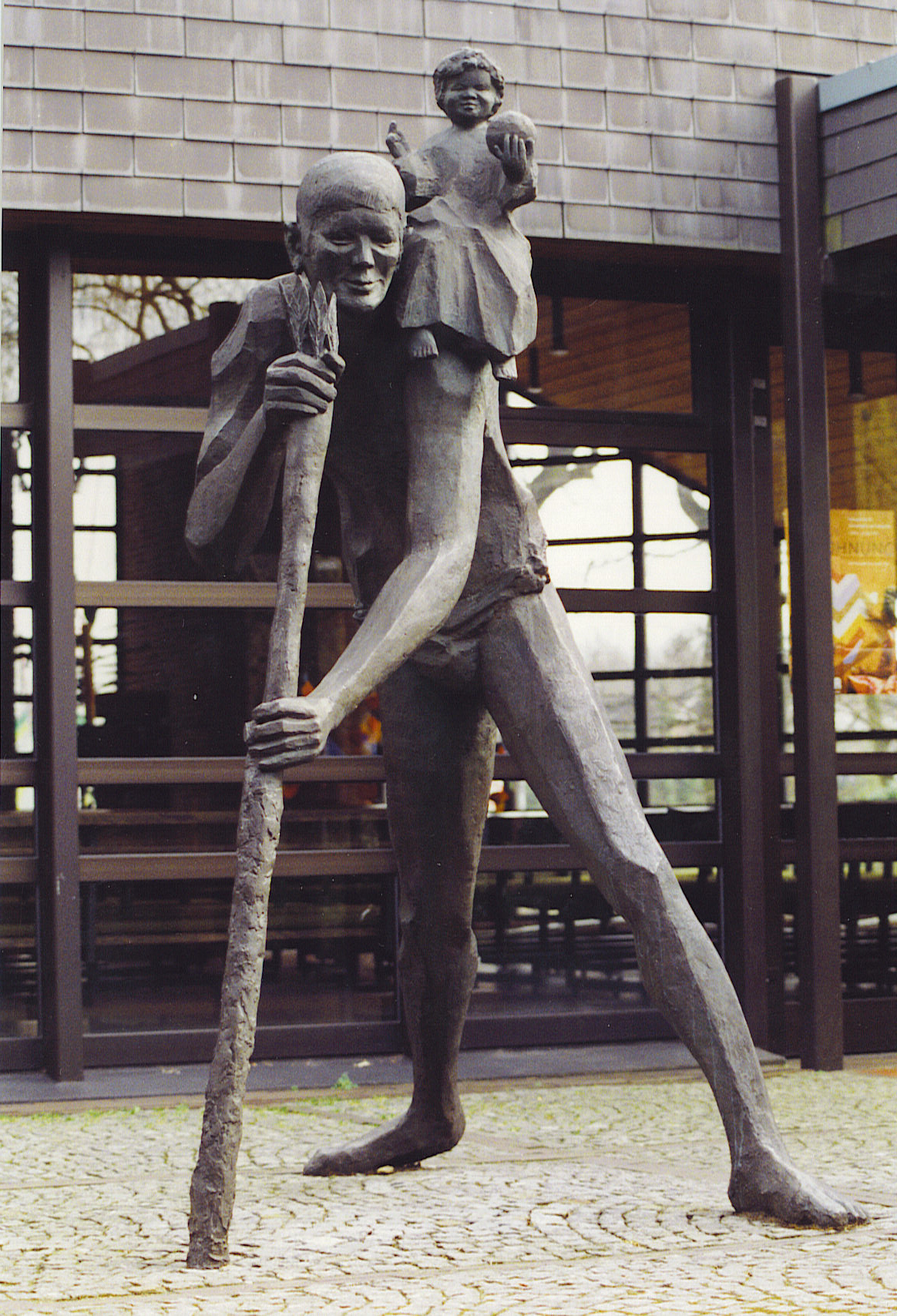
聖クリストフォルス教会中庭の聖クリストフォルス像

第二次世界大戦後、シレジア地方からの逃亡者（ドイツ人追放）によってラドベルゲンにカトリック信者が流入した。当初彼らは、福音主義教会の教会堂でゲストとして礼拝を行っていた。その後、1961年に木造の仮教会堂、1980年にヴァルトゼー通りに教団センターを持つ聖クリストフォルス教会を建造した。2005年10月の教会献堂25周年記念年にそれまであった鐘に加えて、新たに鋳造された2つの鐘が設置された。この頃に、教会の歴史を記述した「Nicht aus Steinen, sondern aus Menschen gebaut」（直訳: 石ではなく人によって建てられた）が刊行された。聖クリストフォルス教会のほぼすべての芸術的装飾は、コースフェルトの医師兼彫刻家エゴン・リヒテによって制作された。現在、聖クリストフォルス教会は、レンゲリヒ、リーネン、テックレンブルクのカトリック教会とともに、福者ニールス・シュテンセン教会区を形成している。

#### 宗教統計
| ラドベルゲンの宗教分布 | ラドベルゲンの宗教分布 | ラドベルゲンの宗教分布 | ラドベルゲンの宗教分布 | ラドベルゲンの宗教分布 |
| 年                     | 総人口（人）           | 福音主義（人）         | カトリック（人）       | その他（人）           |
| ---------------------- | ---------------------- | ---------------------- | ---------------------- | ---------------------- |
| 1895                   | 2,064                  | 2,060                  | 4                      | -                      |
| 1931                   | 2,507                  | 2,498                  | 9                      | -                      |
| 1939                   | 2,762                  | 2,715                  | 35                     | 12                     |
| 1950                   | 3,607                  | 3,256                  | 325                    | 26                     |
| 1958                   | 3,622                  | 3,302                  | 282                    | 38                     |
| 1970                   | 4,278                  | 3,744                  | 477                    | 57                     |
| 1974                   | 5,265                  | 4,085                  | 1,058                  | 122                    |
| 1980                   | 6,295                  | 4,507                  | 1,559                  | 229                    |
| 1988                   | 6,175                  | 4,291                  | 1,538                  | 346                    |

この表は、福音主義が優勢のテックレンブルガー・ラントに属し、カトリック優勢のミュンスターラントと対峙するラドベルゲンの地理的な位置を意味している。現在ラドベルゲン住民の 2/3 が福音主義、1/4 がカトリックである。

## 行政

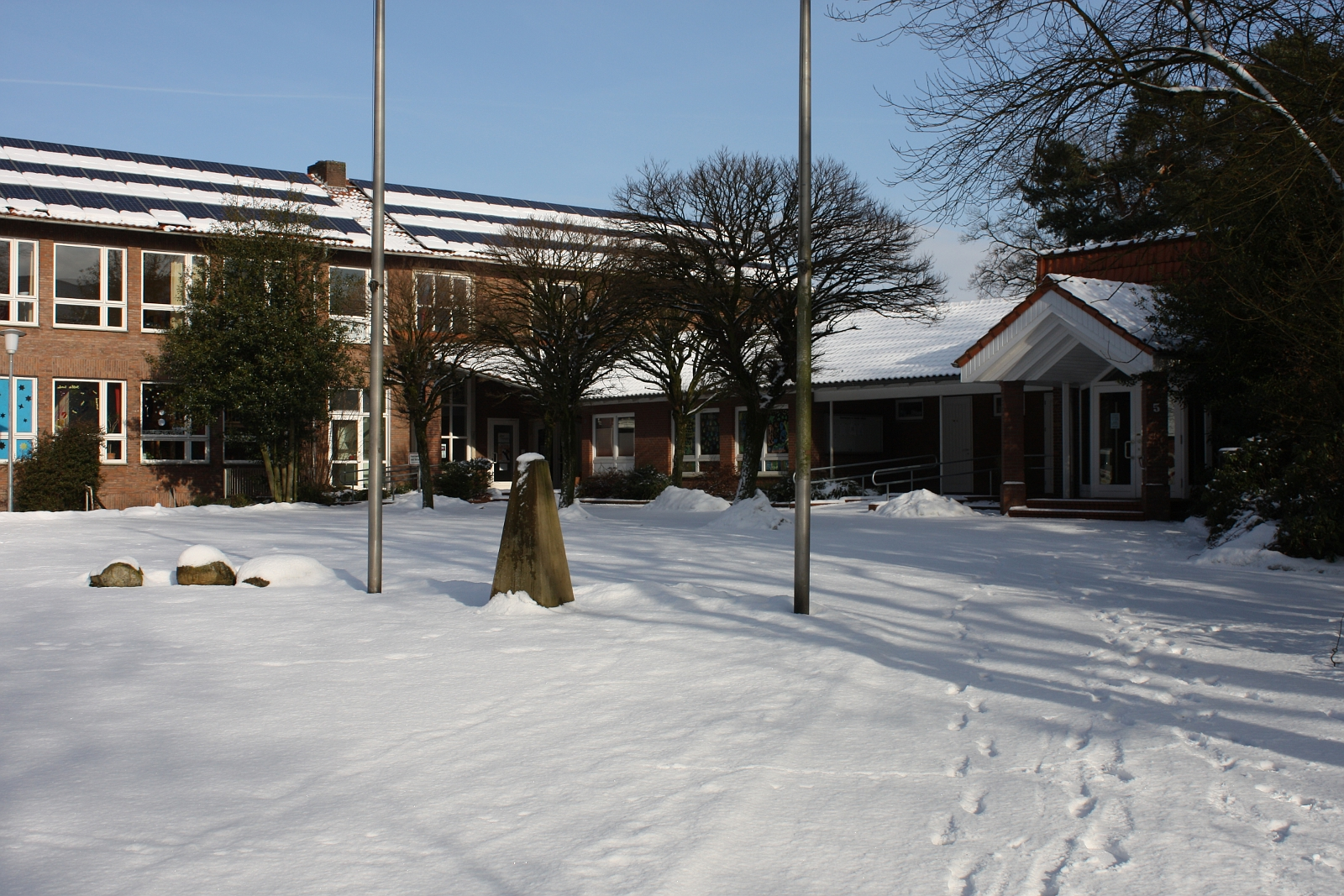
ラドベルゲンの町役場

### 議会
ラドベルゲンの町議会は、選挙で選出された22人の議員と町長の計23議席で構成されている。

### 首長
ウード・デッカー＝ケーニヒ（無所属）は2009年8月の選挙で町長に選出された。前任のヴォルフガング・メーネブレッカーは立候補しなかった。デッカー＝ケーニヒは2014年の選挙で再選された。

### 紋章
図柄: 頂部は、赤地に2匹の金のハチ。主部は銀地に3枚（2:1に配置）の赤いスイレンの葉。
2匹のハチは、何世紀にもわたって養蜂業が営まれてきたラドベルゲンの荒れ地や湿地の立地を表している。文献によれば、すでに950年には、農民たちがフレッケンホルスト修道院にハチミツを奉納していた。3枚のスイレンの葉は、ラドベルゲンがテックレンブルク伯領の一部であったことを象徴している。この意匠は旧テックレンブルク伯の紋章から採られている。

### 姉妹自治体
- ニュー・ノックスヴィル（英語版）（アメリカ合衆国、オハイオ州）[15]

ニュー・ノックスヴィルはラドベルゲンから移住した人々が築いた町であり、現在でも同地の老人達は、典型的なラドベルゲン方言を話す。
かつてラドベルゲンから移住した家族のアメリカ人の子孫達に系譜学に多大な興味を持つ者がいたため、第二次世界大戦後、信頼性の多寡はあるものの多くの私的な研究が行われた。祖先がラドベルゲン出身であったニール・アームストロングが1969年に初めて月に行った人物になって以降、多くのラドベルク住民がアメリカの「親戚たち」に興味を持ち始めた。このため現在では、ラドベルゲンに古くから住む住民の多くについて、ニール・アームストロングだけでなく、親戚関係が証明されている。

## 経済と社会資本

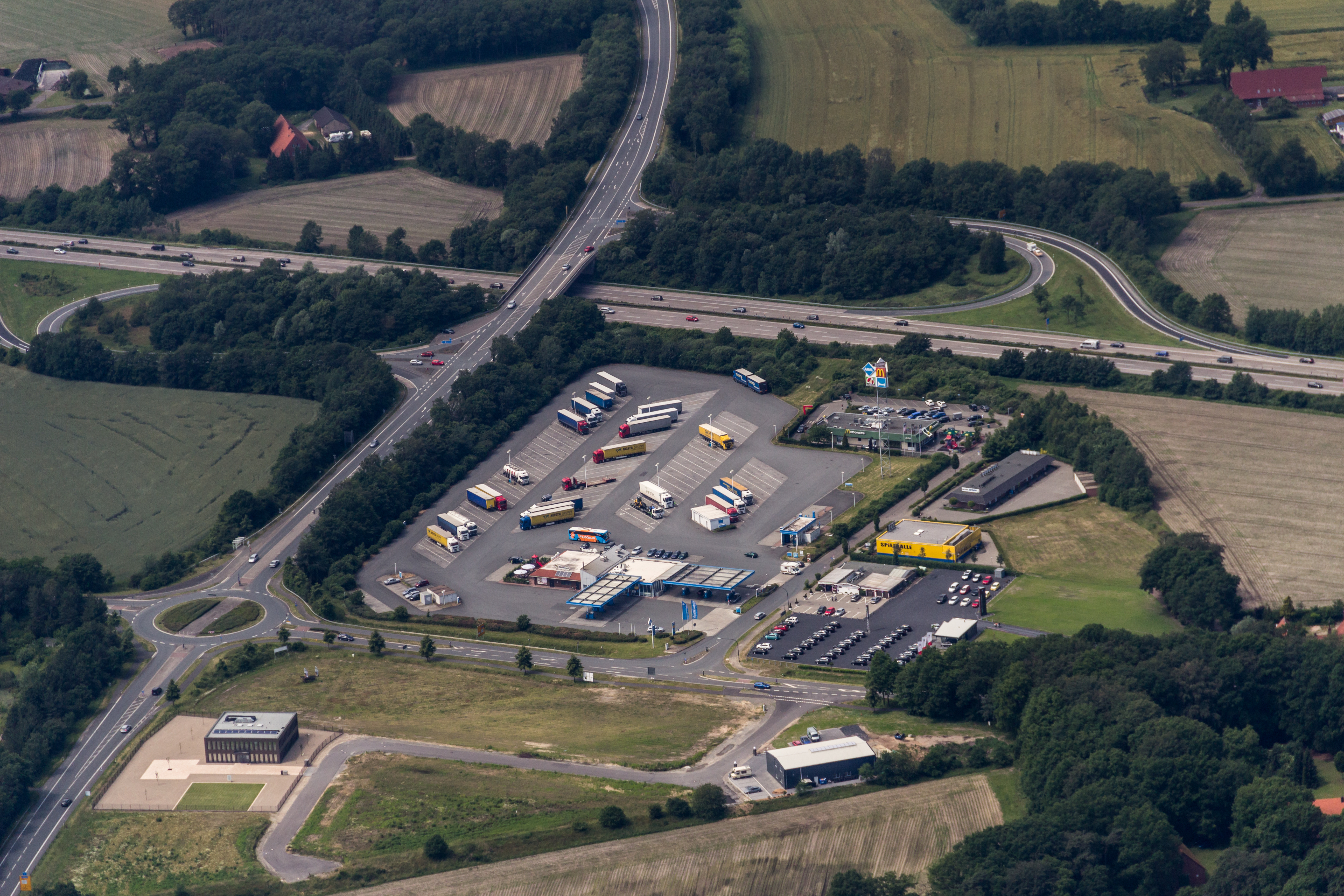
アウトバーン A1号線のラドベルゲン・インターチェンジ。立体交差の下を通るのが A1号線、上を通るのが連邦道 B475号線

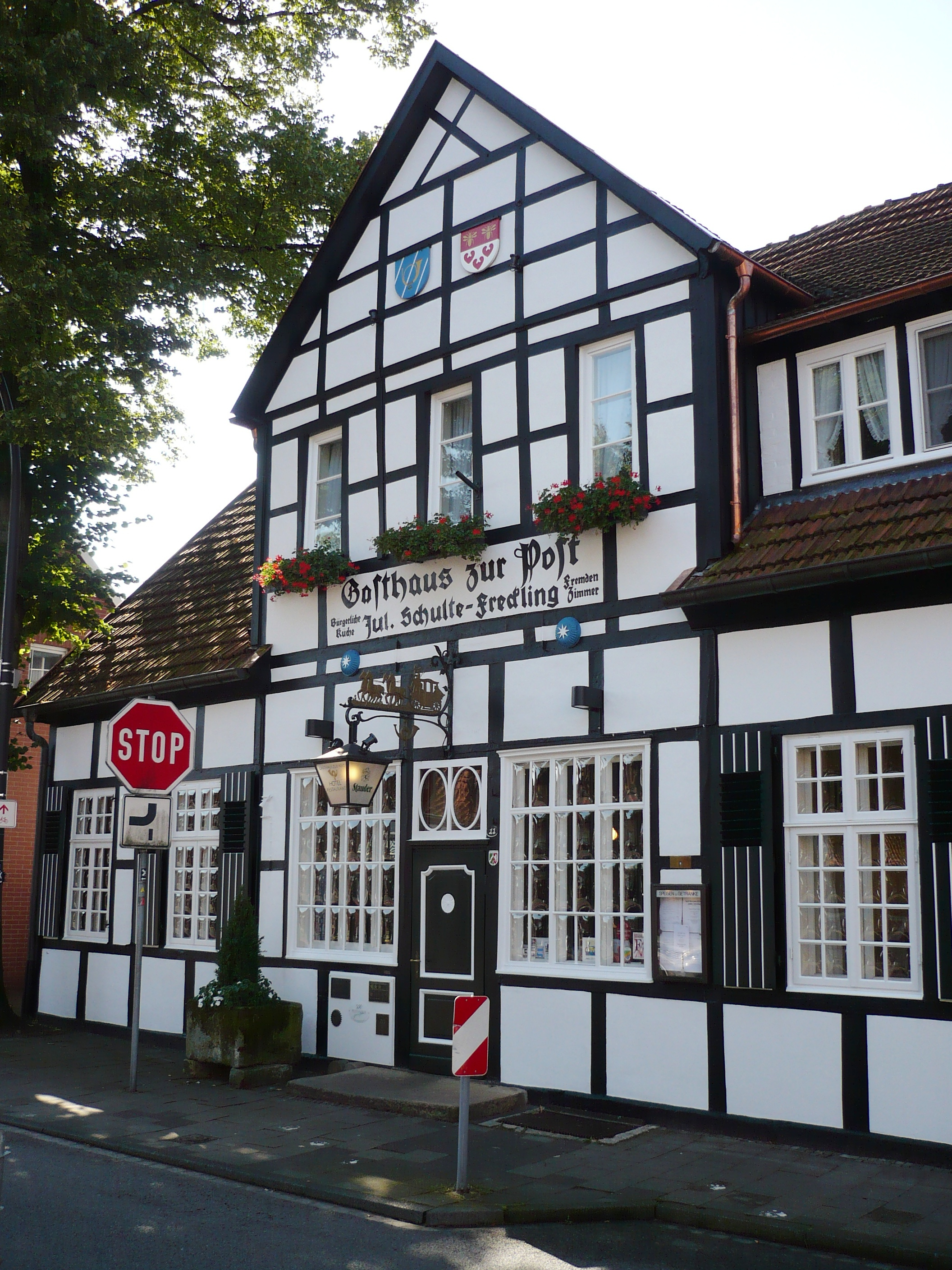
旅館「ツーア・ポスト」

ラドベルゲンとその住民は、20世紀半ばまで農業に依存していた。しかし、この地域特有の痩せた土地であったために、人工肥料をあたえることでやっと収穫が得られるという状態であった。第二次世界大戦後に小規模な商工業（工芸家具、カーペット工場、菓子製造販売）が興った。近年では観光業を経済ファクターとして強化する試み（キャンプ場や別荘）が行われている。21世紀になって、交通の便が良い立地であることから運送業者や流通業者、さらには中小企業が町の周辺部や工業地域に進出してきている。
ラドベルゲンは、比較的良好に構造改革を果たし、2つの上級中心都市ミュンスターとオスナブリュックおよび中級中心都市グレーヴェンやレンゲリヒの中間に位置していることから、失業率は比較的低い。この町の財政は、増加する産業税収入と債務を継続的に削減しようとする努力の結果、債務の比較的少ない状況にある。ラドベルゲンは、数十年の間に農業を主体とする村から、トイトブルクの森に近く交通の便が良い場所にある魅力的で活気のある町に変貌しつつある。

### 交通
インターチェンジによって直接アクセス可能なアウトバーン A1号線の他に、連邦道 B475号線がこの町を通っている。ドルトムントからエムス川（マッペン付近）に至るドルトムント＝エムス運河はその過程で、ラドベルゲン（西部）とグレーヴェンとの町境となっている。町境に近いグレーヴェン市内に、国内外への接合点であるミュンスター/オスナブリュック空港がある。
ラドベルゲンには、レンゲリヒおよびミュンスターへのバス路線が定期的に運行している。さらには、オスナブリュック行きの列車に接続するカッテンフェネ駅行きの乗り合いタクシーも運行している。この他に、ラドベルゲン中核部の環状交差点にオスナブリュック行き高速バスが停車する。

### レストランとホテル
ラドベルゲンでは、数多くの各種飲食店が営業している。ラドベルゲンには、2つのキャンプ場の他、約150床相当のホテルがある。

### エネルギー供給

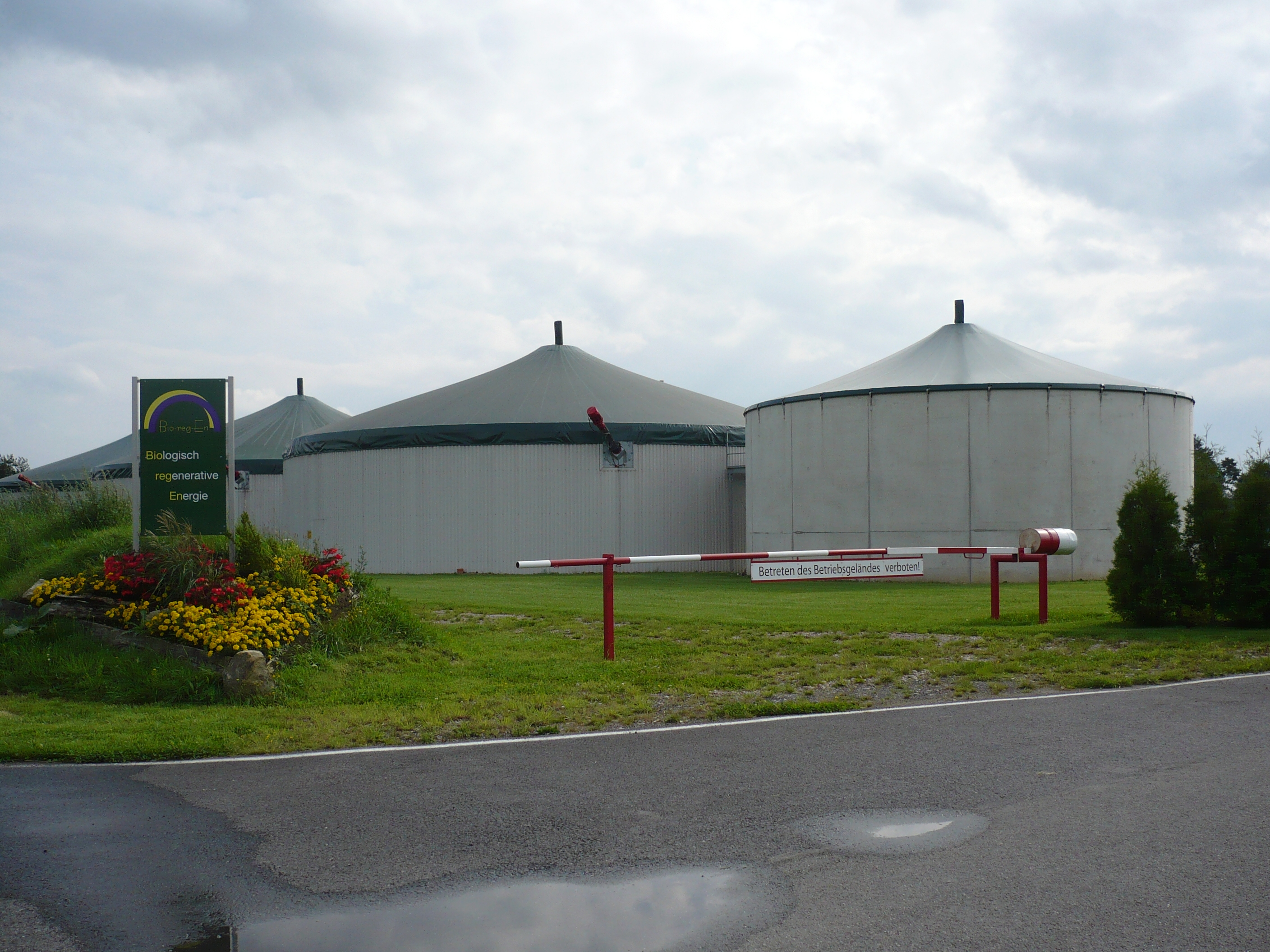
バイオガス施設

2005年にラドベルゲンの町外れに3基の風力発電機が建設された。2006年に開業した2つのバイオガス施設とともに、この町は、純粋な計算上では、電力自給が可能である。さらに、ラドベルゲン運河港の搾油所の敷地に大規模なバイオガス施設が建設されている。この施設は、ラドベルゲンのエネルギー需要の何倍もの電力を生産することが期待されている。

### 公共機関

#### 病院
ラドベルゲンには固有の病院がない。最寄りの救急病院は、レンゲリヒにあるヘリオス・クリニークである。

#### 青少年センター
新しいロット体育館に隣接したラドベルゲン青少年センターは1980年代から存在しており、週に5日間の開館中は、若者たちが気軽に待合せたり、共同の活動を行うことができる。

#### 町立図書館
町立図書館には約12,000点の資料が収蔵されている。これには書籍の他 CD やカセットテープも含まれる。児童書や青少年向けの図書に重点が置かれており、この分野の蔵書が 5,169点を占める。2009年には27,343件の貸し出しが行われた。年間5,000ユーロが新たな購入や材料費に支出される。

#### ゼニオーレンシュテュープヒェン
かつて「アナ小母さん」ことアナ・エルリヒが営んでいた書籍・雑誌販売店には、現在ゼニオーレンシュテュープヒェン（直訳: 高齢者の小さな居間）がある。ここでは多くのラドベルゲンの高齢者が、手工芸を行ったり、カードゲームをしたり、あるいは雑談に興じたりしている。このとても小さな建物の部屋のひとつには、かつて村の牢獄があった。

#### 幼稚園
ラドベルゲンは、人口約 6,500人の町としては比較的多くの幼稚園あるいは保育所が整備されている。たとえば以下のものがある。
- 福音主義のゾネン・ウント・シュテルネン（「太陽と星々」）幼稚園
- カトリックの幼稚園
- ドイツ赤十字社幼稚園
- 保育所「シュピールキステ（「おもちゃ箱」）・ラドベルゲン」e.V.
- 町のフォアクリークスシューレ（「戦前学校」）に設けられた乳幼児グループ

## 文化と見所

### 博物館と演劇

#### 郷土博物館

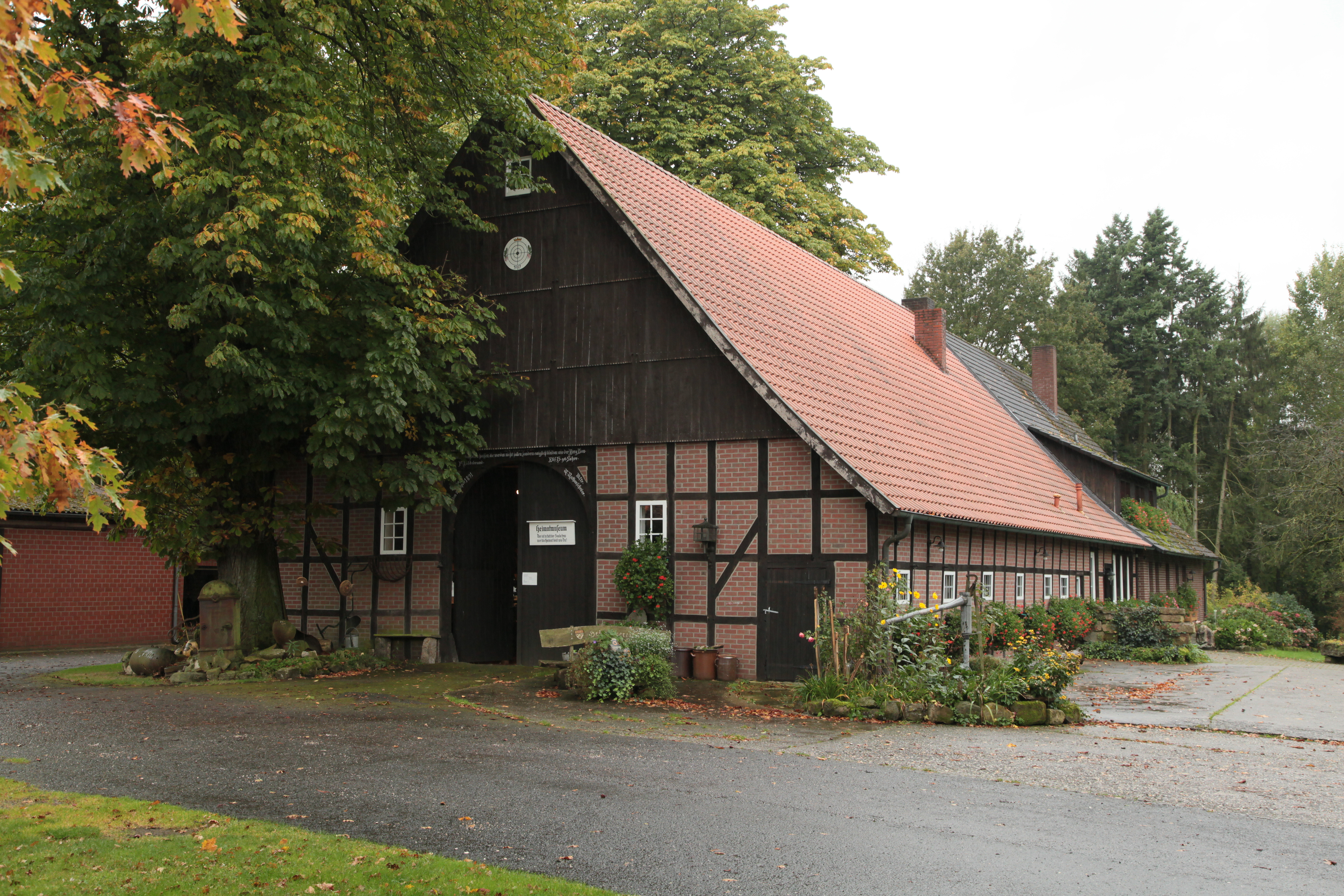
ラドベルゲン郷土博物館

郷土博物館は、町の郷土協会によって町に近い農場（ヤスバー＝ヒルデブラント）内で公開・運営されている。ここには2005年に福音主義教会から取り外された鐘が、新たに設けられた鐘架に展示されている。この他にラドベルゲンの昔の生活について知ることもできる。

### 見所

#### ケーニヒス・バッケス
ケーニヒス・バッケス = 「王のパン焼き小屋」はラドベルゲンの最も古い建物で、1624年に建造された。この小さな建物は、郷土協会によって修復され、ホーフ・ケーニヒのヘルター農地にある。ここでは、パン職人が窯でパンを焼く様子を肩越しに見ることができる。

#### エルペンベック穀物水車

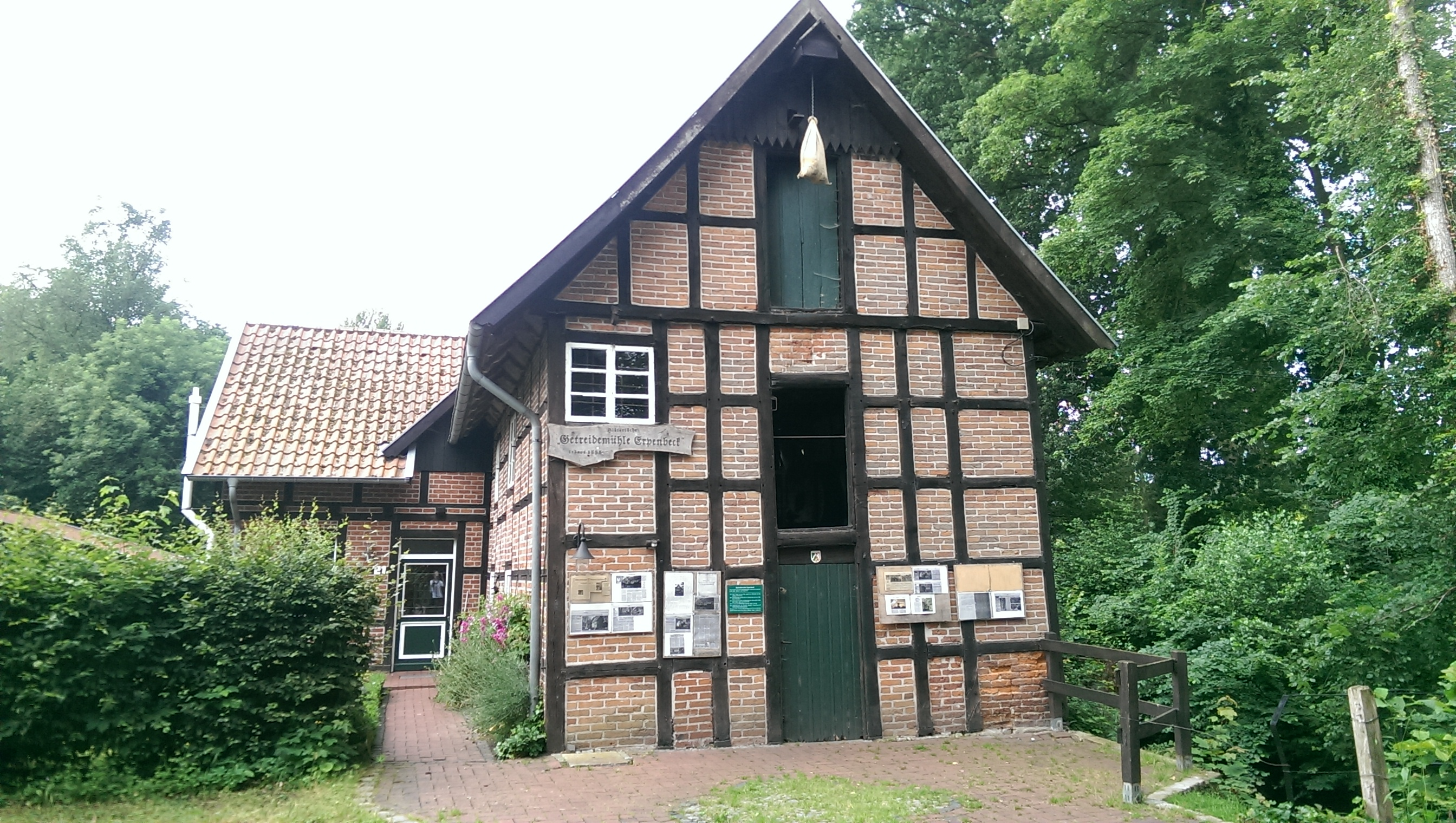
穀物水車小屋

エルペンベック穀物水車は建造文化財に指定されている。この水車小屋はエルペンベック農場の敷地内にある。この水車は、1840年に完成した搾油、亜麻の繊維絞り、チコリ挽きの水車で、1991年に修復された。見学は基本的にガイド付きで行われる。このガイド付き見学コースでは粉挽き小屋の技術的な詳細のみならず、その歴史的な背景についても知ることができる。

#### ザウアークラウト記念碑

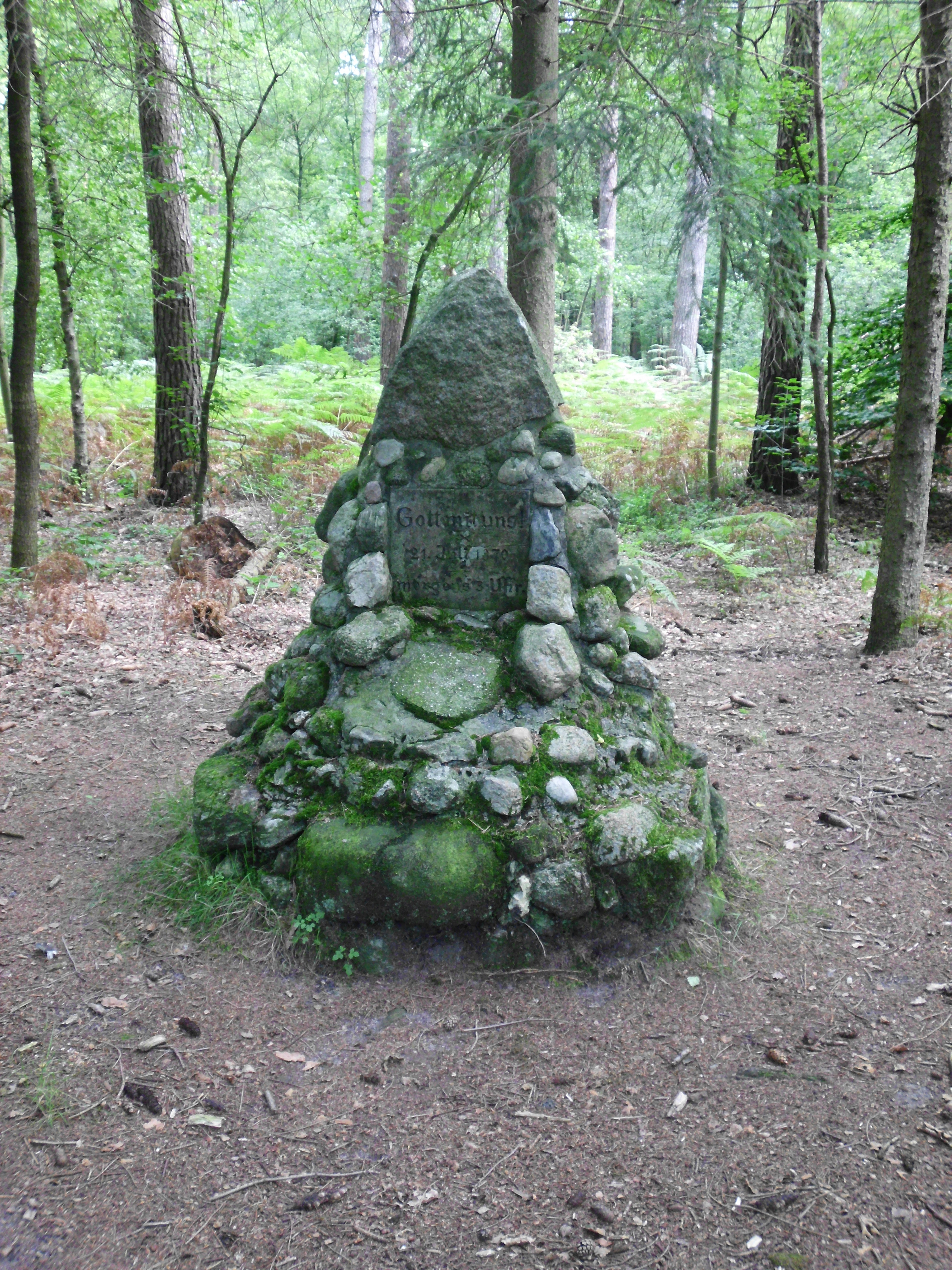
ザウアークラウト記念碑

1910年にカットマンス・カンプの森に建立された石碑は、1870年に対フランス戦に出征するラドベルゲン兵士たちがヴァーレンドルフの兵舎に向けて旅立った歴史を記念している。兵士たちは町境でいったん停止して、同所で旅立ちの儀式が行われた。牧師が聖書の記述を引用しつつ、激励と訓戒の言葉を贈った。その後一緒にコラールが歌われ、握手が交わされた。その情景は現在もなお碑文に刻み込まれている:「神が我らとともにあらんことを、1870年7月21日午前3時」。

#### ヴァルトゼーとブデンクーレ
ヴァルトゼーとブデンクーレの2つの湖は、湖畔の水浴場の他、それぞれに長期・短期用キャンプ場が設けられている。ここでは様々なレジャースポーツが楽しめる。テニス、シュペックブレット（グリップのついた木の板や、あるいは、まな板を使うテニスの変種）やサッカーが隣接する「ボルツプレッツェン」で行われる。2つの湖では、定期的にレジャーダイビングも行われている。

### 音楽

#### オーケストラと合唱団
1874年に合唱団「アイニヒカイト（「一致」）」が設立された。これが、現在の男声合唱団「MGV ザンゲルスト（「歌う喜び」）」の原型となった。ユーゲントジングクライス（直訳: 青年歌唱サークル）は、教師のヘルマン・ケーニヒの指導の下でラドベルゲン国民学校の学校合唱団を母体に設立された。この他に、現代のポップスをレパートリーとする混声合唱団「メロダイズ・プラス」もある。福音主義教会合唱団と福音主義ブラスアンサンブルは、教会の催事に参加している。ラントフラウフェライン（直訳: 地方夫人協会）から1980年に「ジングゲマインシャフト・デア・ラドベルガー・ラントフラウ」（直訳: ラドベルク地方婦人会の歌唱グループ）が設立された。この他にはラドベルゲン音楽協会があり、コンサートや射撃祭、その他のイベントでオーケストラ音楽を披露している。

### 建造物と公園施設

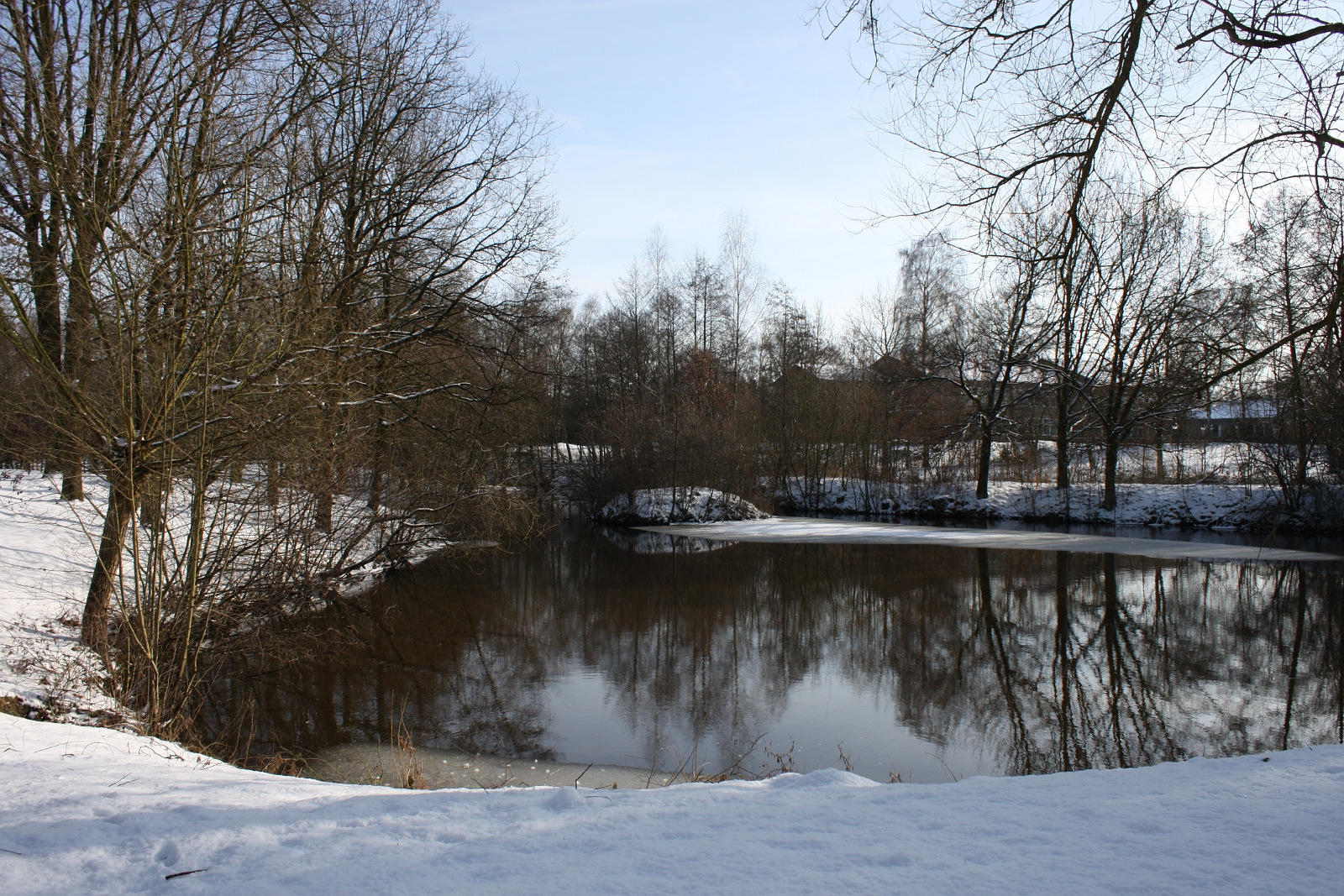
フリーデンスパルク

#### フリーデンスパルク
現在町役所および幼稚園として利用されている旧ラドベルゲン本課程学校とミュレーレンバッハ川対岸の老人ホームとの間に「フリーデンスパルク」（直訳: 平和公園）がある。広くはないが愛らしい公園で、「泥炭採掘者の道」や「乳母の道」といった遊歩道が通っている。泥炭採掘者と乳母は昔の貧しいラドベルゲン住民にとって普通の職業であった。彼らを称揚し、記念するために、ラドベルゲン町はフリーデンスパルクにブロンズ像を設置した。

### スポーツ

#### クラブ

##### ハンドボールと体操
TSV ラドベルゲン 1921 e.V.（ハンドボール、体操）はラドベルゲンで最も古く、会員数1,200人を擁する最も大きなスポーツクラブである。TSVの女子チームは、1944年にドイツ全国ハンドボール選手権大会の最終ラウンドに進出し、3位を獲得した。1988年/89年シーズンには、TSVの男子第1チームは北ヴェストファーレンのハンドボール準チャンピオンとなった。

##### サッカー
ラドベルゲンのサッカー愛好者たちは、1971年にサッカークラブ FC ヴァルトシェンケ（現在の SG ヘルター）を設立した。それまでこの町には組織的なサッカークラブがなかった。初めは、現在の連邦道 B475号線沿いの草地で活動していたが、後に現在のミュンスターヴェーク沿いの場所に移された。シニアチームはイベンビューレン都市リーグに参加している。
また、1975年に VfL ラドベルゲンが創設された。このクラブのシニアチーム、女子チーム、ジュニアチームはドイツサッカー連盟の競技会に参加している。このクラブは、ケーニヒスブリュッケ沿いの屋外スポーツ施設を本拠地としている。

##### 卓球
卓球愛好者らは、1961年から TTC ラドベルゲンで実力を発揮する機会を得ている。

##### 柔道
1974年にラドベルゲン柔道協会 1974 e.V. が設立され、いくつかの注目すべき成果を収めた後、国内外の大会で上位入賞し、柔道ヨーロッパ選手権 U-17部門で第5位となった。

##### 乗馬
1948年に乗馬を愛好するラドベルゲン住民が集まり、ラドベルゲン育種・乗馬・騎馬クラブ e.V.が設立された。現在、シューレンブルガー・ヴェーク沿道の屋内および屋外乗馬場をその所在地としている。

##### 射撃クラブ
射撃協会は以下の地区にあり、
- ヘルター（ラドベルゲン＝ヘルター射撃クラブ e.V. 1920）
- ヴェスター
- オーヴァーベック（ラドベルゲン＝オーヴァーベック射撃クラブ e.V. 1930）

それぞれに射撃グループを持つ。

#### スポーツ施設

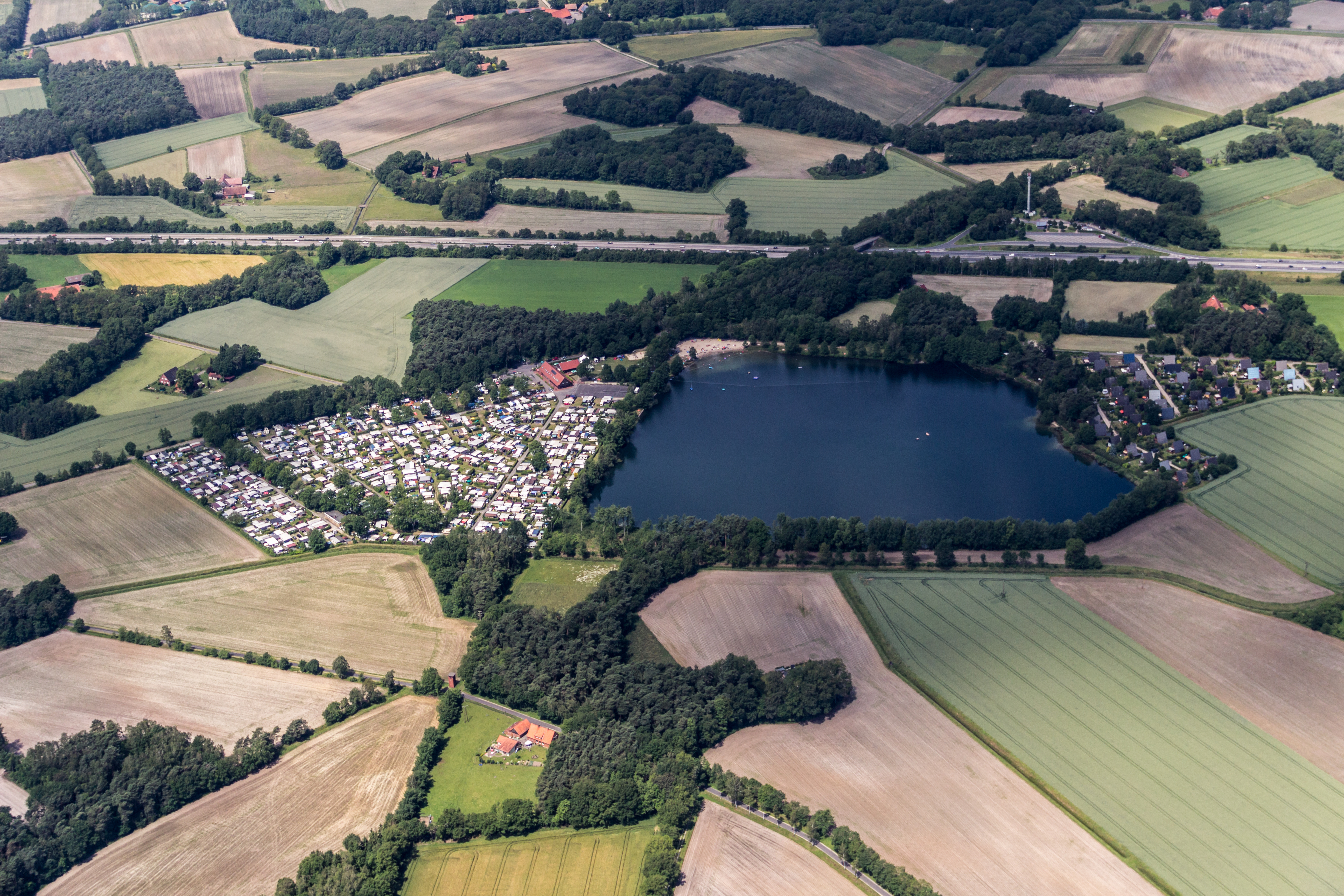
水浴場施設のあるブッデンクーレ

##### 体育館
1965年にラドベルゲンのスポーツ愛好者に運用を開始された「旧体育館」または「ヤーン体育館」のほかに、1980年に3階建ての近代的な「ロット体育館」が造られた。後者は、地元の基礎課程学校の体育に利用されており、TSV ラドベルゲンのハンドボールチームの本拠地となっている。

##### 射撃場
- ロット体育館の地下階に、コンピュータ制御された「マイトン・シュート・マスター」電子標的装置を備えた小口径専用射撃場がある。ロット体育館の射撃場は、ヴェスター射撃クラブ、オーヴァーベック射撃クラブ、TSV ラドベルゲンの射撃部門、退役軍人会に利用されている。
- ヘルターのミュンスターヴェーク沿道にはラドベルゲン＝ヘルター射撃クラブの射撃場がある。

##### 運動場
ラドベルゲン町立基礎課程学校のすぐ近くに、短距離トラックと跳躍用ピットを備えた芝生の運動場がある。現在、この運動場は主に学校の授業で利用されているが、他の住民たちも自由に利用できる。
ラドベルゲンの南端にある近代的な「シュポルトアンラーゲ・アン・デア・ケーニヒスブリュッケ」は主に VfL ラドベルゲンに利用されている。人工芝のフィールドと天然芝のフィールドがあり、ラドベルゲンのサッカー愛好者がタイトルと栄誉を争っている。この施設には、近代的なシャワーを完備した更衣室、ビーチバレーボール・コート、子供のための遊技広場、トレーニング場がある。SG ヘルターは、ミュンスターヴェークのサッカーグラウンドを維持管理している。ラドベルゲンの2つの水浴湖（ヴァルトゼーとブッゲンクーレ）にもサッカー場がある。

##### テニスコートと屋内テニス場
ラドベルゲン町立基礎課程学校の隣には、TSV ラドベルゲンのテニス部門の施設もある。数多くあるテニスコートでラドベルゲンのテニス愛好者が能力を磨き、試合を行っている。ラドベルゲンの2つの水浴湖（ヴァルトゼーとブッゲンクーレ）にはテニスコート（クレーコートとアスファルトコート）もある。レンスヴェークには3つのコートを持つ屋内テニス場がある。

##### 乗馬ホール
1977年からシューレンブルガー・ヴェークの乗馬ホールはラードベルゲン乗馬クラブに利用されている。新しい乗馬ホールは、やはりシューレンブルガー・ヴェークにあり、町の中心から 1.5 km の距離にある。この乗馬ホールは2004年に建設され、乗馬クラブ自身が運営している。この他にヴェスターヴェーク沿道には私有の屋内乗馬場「ライターホーフ・テーゲルマン」がある。

##### ゴルフ場
2006年4月、町の中心から約 2 km の場所に通年オープンしているラドベルゲン・ゴルフ場が開設され、誰でも利用できるようになった。この施設は2007年に9ホールに拡張され、ラドベルゲン・ゴルフクラブが設立された。

## 人物

### ゆかりの人物
- ハンス＝ディーター・ティッペンハウアー（ドイツ語版、英語版）（1943年 - ）サッカー指導者。ラドベルゲンに住んでいた[23]。

## 関連文献
- Helmut Schönrock (1994). “Ladbergen”. In Alois Mayr. Der Kreis Steinfurt. Städte und Gemeinden in Westfalen. Münster: Aschendorff. ISBN 978-3-402-06270-8
- Heimatverein und Gemeinde Ladbergen, ed (1975). 1000 Jahre Ladbergen
- Heinz Stork (2001). Land un Lüe (2 ed.)
- Willi Untiet (1993). Mit Guth und Blut eigen
- Hans Berlemann (1995). Auswanderer der Gemeinde Ladbergen
- Willi Untiet (1996). Use Platt
- Unsere Kirchen – Unsere Pfarrer. (1999)
- Blickpunkte Ladberger Geschichte. (2000)

これらの文献は、翻訳元であるドイツ語版の参考文献として挙げられていたものであり、日本語版作成に際し直接参照してはおりません。